# Molly Taylor
Molly Anne Taylor (Sydney, 6 maggio 1988) è una pilota automobilistica e pilota di rally australiana vincitrice nel 2013 del FIA ERC Ladies Rally Champion, campionessa australiana di rally 2016 e dal 2021 partecipante al campionato Extreme E.

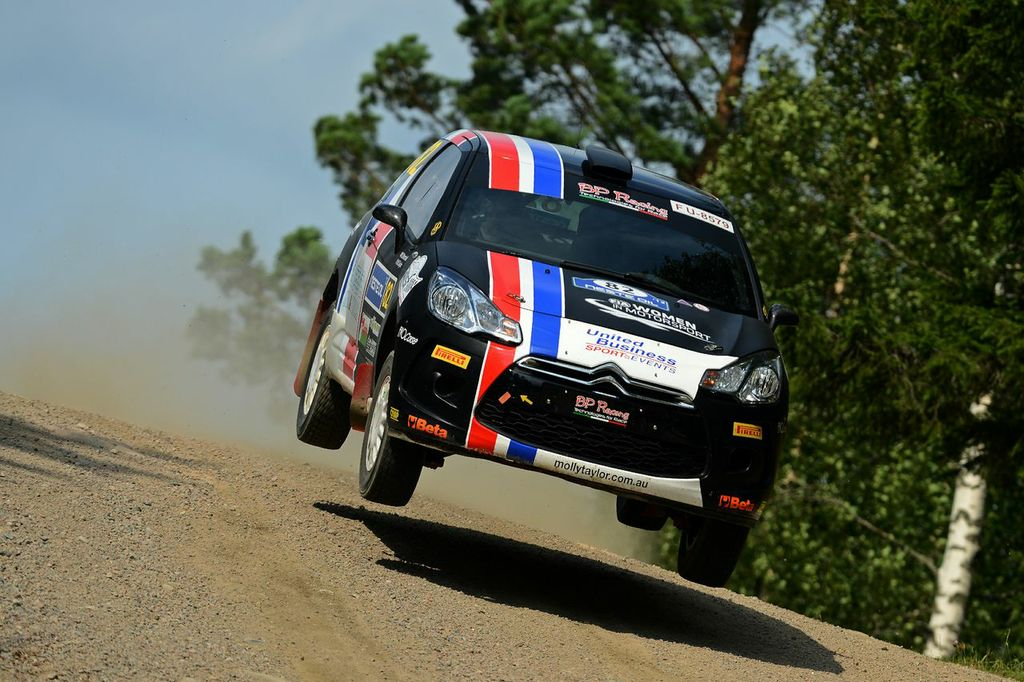
Molly Taylor durante il rally di Finlandia 2012

Ha preso parte al Campionato del mondo rally 2011, prendendo il via nei Rally del Portogallo 2011, Rally di Sardegna 2011, Rally di Finlandia 2011, 
Rally di Germania 2011, Rally d'Alsazia 2011, Rally di Gran Bretagna 2011 e al Campionato del mondo rally 2014 nei Rally del Portogallo 2014 e 
Rally di Polonia 2014. Ha inoltre partecipato anche al TCR Australia Touring Car Series 2019.
È stata la prima e unica donna pilota a vincere l'Australian Rally Championship ed la più giovane pilota a laurearsi campione. Dal 2021 compete nel campionato Extreme E.

## Risultati nel mondiale rally

### WRC
| 2012 | Scuderia                | Vettura         |  |  |  |  |  |  |  |     |  |    |  |  |  |  |  |  | Punti | Pos. |
| ---- | ----------------------- | --------------- |  |  |  |  |  |  |  | --- |  | -- |  |  |  |  |  |  | ----- | ---- |
| 2012 | United Rally Management | Citroën DS3 R3T |  |  |  |  |  |  |  | Rit |  | 20 |  |  |  |  |  |  | 0     |      |

| 2013 | Scuderia | Vettura         |  |  |  |  |  |  |  |  |  |  |  |  |    |  |  |  | Punti | Pos. |
| ---- | -------- | --------------- |  |  |  |  |  |  |  |  |  |  |  |  | -- |  |  |  | ----- | ---- |
| 2013 |          | Citroën DS3 R3T |  |  |  |  |  |  |  |  |  |  |  |  | 23 |  |  |  | 0     |      |

| 2014 | Scuderia | Vettura         |  |  |  |    |  |  |    |    |  |  |  |  |    |  |  |  | Punti | Pos. |
| ---- | -------- | --------------- |  |  |  | -- |  |  | -- | -- |  |  |  |  | -- |  |  |  | ----- | ---- |
| 2014 |          | Citroën DS3 R3T |  |  |  | 37 |  |  | 45 | 35 |  |  |  |  | 32 |  |  |  | 0     |      |

| 2016 | Scuderia           | Vettura        |  |  |  |  |  |  |  |  |  |  |  |  |  |    |  |  | Punti | Pos. |
| ---- | ------------------ | -------------- |  |  |  |  |  |  |  |  |  |  |  |  |  | -- |  |  | ----- | ---- |
| 2016 | Les Walkden Racing | Subaru WRX STI |  |  |  |  |  |  |  |  |  |  |  |  |  | 13 |  |  | 0     |      |

| 2021 | Scuderia       | Vettura            |  |  |  |  |  |  |     |  |     |    |  |  |  |  |  |  | Punti | Pos. |
| ---- | -------------- | ------------------ |  |  |  |  |  |  | --- |  | --- | -- |  |  |  |  |  |  | ----- | ---- |
| 2021 | M-Sport Poland | Ford Fiesta Rally3 |  |  |  |  |  |  | Rit |  | Rit | 20 |  |  |  |  |  |  | 0     |      |

| Legenda | 1º posto | 2º posto | 3º posto | A punti | Senza punti | Ritirato | Squalificato | NP=Non partito C=Gara cancellata | Apice=Power stage |

### WRC-3
| 2014 | Scuderia | Vettura         |  |  |  |   |  |  |   |   |  |  |  |  |   |  |  |  | Punti | Pos. |
| ---- | -------- | --------------- |  |  |  | - |  |  | - | - |  |  |  |  | - |  |  |  | ----- | ---- |
| 2014 |          | Citroën DS3 R3T |  |  |  | 8 |  |  | 8 | 4 |  |  |  |  | 4 |  |  |  | 32    | 6º   |

| Legenda | 1º posto | 2º posto | 3º posto | A punti | Senza punti | Ritirato | Squalificato | NP=Non partito C=Gara cancellata | Apice=Power stage |

### WRC Academy/Junior WRC
| 2011 | Scuderia | Vettura        |  |  |   |  |     |  |  |   |    |  |   |  |   |  |  |  | Punti | Pos. |
| ---- | -------- | -------------- |  |  | - |  | --- |  |  | - | -- |  | - |  | - |  |  |  | ----- | ---- |
| 2011 |          | Ford Fiesta R2 |  |  | 8 |  | Rit |  |  | 9 | 14 |  | 5 |  | 5 |  |  |  | 27    | 11º  |

| 2014 | Scuderia | Vettura         |  |  |  |   |  |  |   |   |  |  |  |  |   |  |  |  | Punti | Pos. |
| ---- | -------- | --------------- |  |  |  | - |  |  | - | - |  |  |  |  | - |  |  |  | ----- | ---- |
| 2014 |          | Citroën DS3 R3T |  |  |  | 8 |  |  | 8 | 3 |  |  |  |  | 4 |  |  |  | 35    | 6º   |

| Legenda | 1º posto | 2º posto | 3º posto | A punti | Senza punti | Ritirato | Squalificato | NP=Non partito C=Gara cancellata | Apice=Power stage |